# Auboué
Auboué ist eine französische Gemeinde mit 2.641 Einwohnern (Stand 1. Januar 2022) im Département Meurthe-et-Moselle in der Region Grand Est (vor 2016 Lothringen). Sie gehört zum Arrondissement Val-de-Briey und ist Verwaltungssitz des Gemeindeverbands Communauté de communes Orne Lorraine Confluences. Die Bewohner werden Aubouésiens und Aubouésiennes genannt.

## Geografie
Die ehemalige Bergbau-Gemeinde liegt an der Grenze zum Département Moselle, etwa 20 Kilometer nordwestlich von Metz. Die Orne zieht in einer Schleife durch das Gemeindegebiet, am nördlichen Ortsrand von Auboué mündet der Woigot in die Orne.
Umgeben wird Auboué von den fünf Nachbargemeinden:
|            | Moutiers                                    | Homécourt               |
| Valleroy   | Kompassrose, die auf Nachbargemeinden zeigt |                         |
| Moineville |                                             | Sainte-Marie-aux-Chênes |

## Bevölkerungsentwicklung

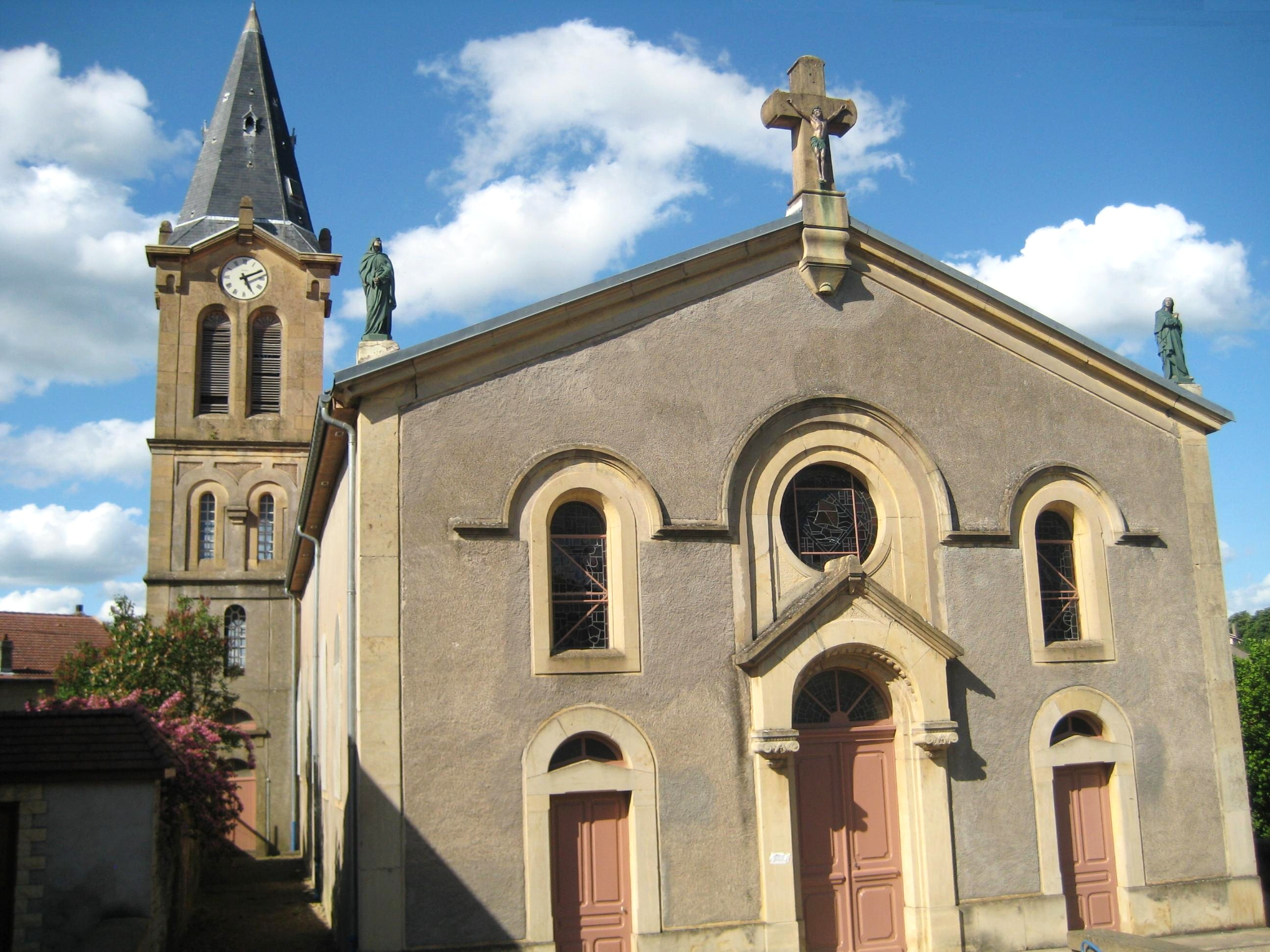
Kirche Saint-Jean-Baptiste

| Jahr                       | 1962 | 1968 | 1975 | 1982 | 1990 | 1999 | 2007 | 2019 |
| Einwohner                  | 4884 | 4934 | 4223 | 3604 | 3192 | 2807 | 2679 | 2617 |
| Quellen: Cassini und INSEE |      |      |      |      |      |      |      |      |

## Sehenswürdigkeiten
- Pfarrkirche Saint-Jean-Baptiste aus dem 19. Jahrhundert

## Verkehr
Der Bahnhof Auboué liegt an der Bahnstrecke Saint-Hilaire-au-Temple–Hagondange.